# Alibaba Group

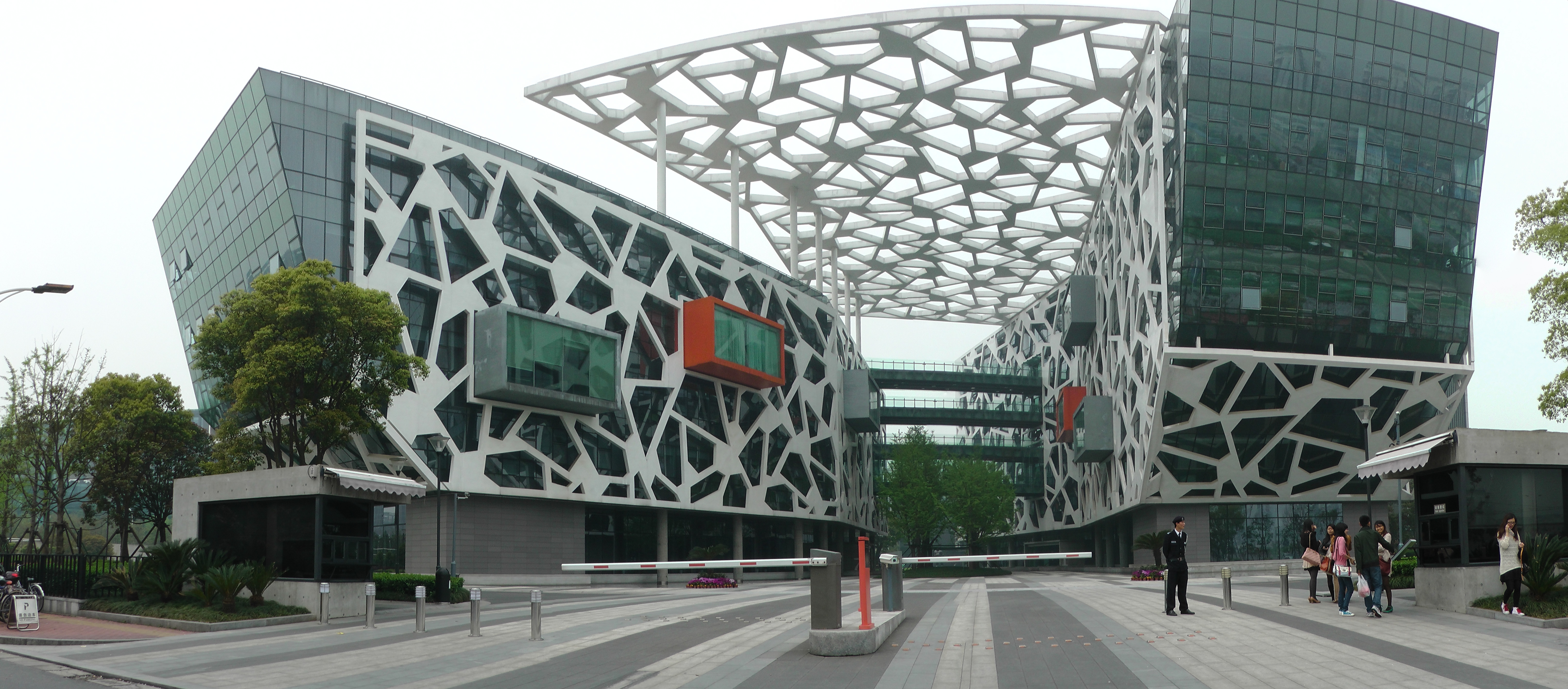
Штаб-квартира групи Alibaba в Ханчжоу

Alibaba Group (кит.: 阿里巴巴集团) — група компаній, що займаються бізнесом в Інтернеті. Alibaba Group знаходиться у приватній власності й базується в  Китаї, в місті Ханчжоу. Але офіційно зареєстрована на Кайманових островах. Основними видами діяльності є торгові операції між компаніями за схемою B2B, роздрібна онлайн-торгівля. У 2012 обсяг торгів — 1,1 трлн юанів ($170 млрд обсяг продажів на двох порталах групи Alibaba). Компанія діє, перш за все, у Китайській Народній Республіці (КНР), і станом на дату історичного первинної публічної пропозиції акцій (IPO) 19 вересня 2014 року ринкова вартість Alibaba становить $231 млрд.
Група володіє власною електронною платіжною системою (Alipay, вона так само використовується для розрахунків і в дочірній структурі — Taobao.com), програмним забезпеченням для управління підприємством, а також відсортованими за регіонами і галузями базами даних товарів і підприємств.
Компанія була заснована Джеком Ма, бідним учителем англійської мови в 1999 році у власній квартирі разом зі 17-ма компаньйонами в місті Ханчжоу, де був зареєстрований інтернет-сайт Alibaba.com. Назва походить від імені персонажа зі збірки Тисяча й одна ніч через універсальну привабливість. Із самого початку Alibaba розглядався як майданчик для торгів дрібних і середніх підприємств, а також мережа онлайн продажів. У листопаді 2007 вона була виставлена в Гонконзі (HKEx).

## Історія
28 червня 1999 року Джек Ма з 17-ма друзями та студентами заснував сайт Alibaba.com, територіально розташований в Китаї, в своєму будинку в Ханчжоу. 
В жовтні 1999 року компанія отримала інвестиції в розмірі 25 мільйонів доларів від Goldman Sachs Group та Softbank. 
У 2002 році Alibaba.com став прибутковим через три роки після запуску.
У 2005 році Yahoo! інвестував в Alibaba через структуру компанії зі змінною часткою (VIE), купивши 40 % акцій компанії за 1 мільярд доларів США.
У серпні 2005 року була досягнута домовленість Yahoo! з Alibaba Group про тісну співпрацю. Компанія Yahoo! викупила 43 % акцій компанії.
Станом на 2006 рік, Alibaba Group є найбільшою китайською компанією на ринку В2В-торгових майданчиків (за кількістю зареєстрованих користувачів і долі ринку за прибутком). Працює на міжнародних ринках.
В 2008 році Taobao запустила окремий сайт Taobao Mall (Tmall.com), на якому в якості продавців виступають компанії (від малого бізнесу до транснаціональних корпорацій). 
В 2009 році була заснована дочірня компанія Alibaba Cloud для виконання хмарних обрахунків як для потреб власних сайтів, так і для сторонніх клієнтів. Станом на 31 березня 2011 року кількість зареєстрованих користувачів сайтів в системі Alibaba Group перевищило 65 мільйонів зі 240 країн та регіонів.
В 2011 році Taobao розділений на дві окремі структури в складі Alibaba Group, Taobao Marketplace та Tmall. 
Станом на 31 березня 2011 рік, кількість зареєстрованих користувачів складала понад 65 мільйонів з 240 країн і регіонів.
18 вересня 2012 року, Alibaba Group закінчила зворотний викуп 20 % власних акцій, які перебували у власності Yahoo! В листопаді 2007 року акції були розміщені на Гонконгській фондовій біржі, але в 2012 компанія виконала їх делістинг. 
В 2013 році, Alibaba Group планувала відкриття справжніх магазинів у Wanda Plaza (торгових центрів, що належать  Wanda Group), але згодом від цих планів відмовились. В травні 2013 року разом з вісьмома іншими компаніями була запущена логістична компанія  Cainiao. На початку 2014 року була куплена 25-відсоткова доля в китайській мережі універмагів  Intime Retail. 
В жовтні 2014 року платіжна система Alipay була реорганізована в компанію  Ant Financial, що крім цього включала також Alipay Wallet (електронний гаманець), Yu’e Bao (фонд з 570 мільярдами юанів), Zhao Cai Bao (платформа фінансових послуг), Ant Micro (надання мікрофінансування) і MYBank (приватний банк).
У вересні 2014 року первинна публічна пропозиція на Нью-Йоркській фондовій біржі залучила $21,8 млрд, пізніше збільшившись до $25 млрд, що стало найбільшим IPO в історії.
26 січня 2018 року на фоні росту курсу акцій на Нью-Йорській фондовій біржі (перевищена позначка в  $198 за акцію), капіталізації компанії досягла $500 млрд.
Весною 2018 року Alibaba придбала китайській онлайн-сервіс по доставці їжі  Ele.me. Сума угоди досягла $9,5 мрлд.
В квітні 2018 року компанія анонсувала проєкт розробки транспортних безпілотних засобів, що відповідають четвертому рівню автономності руху. З метою підтримки розвитку цієї сфери влада Китаю законодавчо регламентували процес і умови випробувань безпілотних автомобілів на території країни.
20 серпня 2018 року оголошено про початок тестування системи розпізнання голосу на основі штучного інтелекту, що може працювати як онлайн так і офлайн.
14 лютого 2019 року фінансовий підрозділ Alibaba Group — Ant Financial досяг домовленості про покупку британської компанії WorldFirst. Купівля обійшлася китайській компанії всього в $700 млн, враховуючи що власне Ant Financial оцінювалась в $150 млрд. Alibaba Group намагалася вийти на західні ринки ще в 2017 році, але тоді компанія вела переговори з американською MoneyGram, але влада США була проти цієї угоди.
26 листопада 2019 року акції компанії були повторно розміщені на Гонконгській фондовій біржі.
В жовтні 2020 року Джек Ма різко розкритикував фінансову систему Китаю та виступив за її реформування. Китайській владі не сподобалася така поведінка мільярдера і вони вступили в конфлікт з  Alibaba Group. 
На початку листопаду 2020 року зірвалося ІРО компанії Ant Group, яке могло стати найбільшим в історії Китаю.
27 листопада 2023 року, згідно повідомлення ресурсу Bloomberg, китайський технологічний гігант Alibaba Group Holding припинив роботу своєї дослідницької лабораторії квантових обчислень, яка була частиною його наукової академії Damo Academy. Це сталося в рамках масштабної реструктуризації компанії, яка зазнає тиску від санкцій США та конкуренції на ІТ-ринку.

## Структура
Alibaba Group управляє п'ятьма дочірніми компаніями:
- Alibaba.com (SEHK: 1688) — публічна торгова компанія (фірма, чиї акції та цінні папери допущені до вільної торгівлі на біржах, тобто вільно обертаються на фондовому ринку), основним видом діяльності якої є онлайн торгівля-B2B;
- Taobao.com — онлайн-ринок роздрібної торгівлі, Інтернет-магазин та Інтернет-аукціон;
- Alipay — платформа для онлайнових електронних платежів;
- Alisoft — готові рішення для управління торгово-промисловою діяльністю підприємств через інтернет;
- Yahoo! Koubei — китайський сайт-каталог підприємств, розбитий по регіонах і галузях промисловості.

Відповідно до звітів китайської компанії iResearch, це найбільша онлайнова B2B («бізнес-бізнес»), компанія в Китаї в 2006 році, якщо ґрунтуватися на кількості зареєстрованих користувачів і частці ринку в Китаї за прибутком.

## Фінансова звітність
Фінансовий рік у Alibaba Group закінчується 31 березня. Відповідно до цієї дати наведено дані в таблиці.
| Рік  | Дохід   | Прибуток від основної діяльності | Чистий дохід |
| ---- | ------- | -------------------------------- | ------------ |
| 2011 | 11.903  | 1322                             | 1608         |
| 2012 | 20.025  | 5015                             | 4665         |
| 2013 | 34.517  | 10.751                           | 8649         |
| 2014 | 52.504  | 24.920                           | 23.403       |
| 2015 | 76.204  | 23.135                           | 24.320       |
| 2016 | 101.143 | 29.102                           | 71.289       |

Станом на листопад 2021 року, Alibaba за рік подешевшала на 344 млрд доларів США, пише Bloomberg. IPO Ant Group могло стати найбільшим у світі. Як писала The Wall Street Journal, провину за цю невдачу Джек Ма взяв на себе.

## Штрафи
В квітні 2021 року, Державне управління по регулюванню ринку КНР наклало на Alibaba Group адміністративний штраф за монопольну поведінку на ринку в розмірі 18, 228 млрд юанів (близько $2, 79 млрд). За рік конфлікту з владою ринкова капіталізація Alibaba впала на 344 млрд доларів США.